# Десницкий, Глеб Сергеевич
Глеб Сергеевич Десницкий (28 сентября 1904 — 21 марта 1975) — советский военачальник, генерал-майор артиллерии, участник Гражданской и Великой Отечественной войн.

## Биография
Глеб Сергеевич Десницкий родился 28 сентября 1904 года в городе Орле. Работал курьером в родном городе. В декабре 1919 года был призван на службу в Рабоче-Крестьянскую Красную Армию. Участвовал в Гражданской войне в составе различных подразделений военизированной охраны. В 1923 году окончил школу младшего начальствующего состава, в 1927 году — 2-ю Московскую артиллерийскую школу имени Л. Б. Красина, в 1937 году — курсы усовершенствования командного состава зенитной артиллерии, в 1939 году — Военную артиллерийскую академию имени Ф. Э. Дзержинского. С ноября 1940 года служил в Управлении боевой подготовки Главного артиллерийского управления Красной Армии на должности старшего помощника начальника отдела зенитной артиллерии. В этой должности встретил начало Великой Отечественной войны, вскоре был назначен заместителем начальника того же отдела, курировал формирование противотанковых артиллерийских полков, оснащённых 85-миллиметровыми зенитными орудиями, разрабатывал систему заградительного огня зенитной артиллерии.
В середине сентября 1941 года был направлен в Ленинград, где участвовал в разработке и проведении наступательных операций в направлении Невской Дубровки и Колпино. В октябре вернулся в Москву и был откомандирован под Мценск, где участвовал в организации обороны войск генерала Д. Д. Лелюшенко. В дальнейшем вновь командировался в осаждённый Ленинград, а с декабря 1941 года вернулся на должность заместителя начальника отдела Управления боевой подготовки Главного артиллерийского управления Красной Армии. В марте-мае 1942 года Десницкий командировался на Дальний Восток. Вернувшись, он получил назначение на должность старшего инспектора Инспекции Главного управления начальника артиллерии Красной Армии, позднее был начальником отдела ПВО, помощником начальника штаба того же управления. С января 1944 года командовал 26-й зенитно-артиллерийской дивизией Резерва Главного Командования. Командировался на Северо-Западный фронт, на Донбасс, участвовал в освобождении Украинской и Молдавской ССР, Румынию, Венгрию, Чехословакию. Выполнял специальные задания по организации противовоздушной обороны аэродромов в Кировограде, Ямполе, переправ через Днестр и Прут, железнодорожного узла в Бельцах, нефтеперегонных заводов в Плоешти. В январе 1945 года был начальником штаба Группы войск ПВО, прикрывающая важные объекты во время Ялтинской конференции. К концу войны был заместителем начальника Управления боевой подготовки войск ПВО Красной Армии.
После окончания войны продолжал службу в Советской Армии. Возглавлял отдел боевой подготовки зенитной артиллерии Управления наземных войск ПВО страны, позднее возглавлял Севастопольское училище зенитной артиллерии. В 1954—1955 годах был начальником штаба зенитной артиллерии Войск ПВО страны, позднее был начальником боевой подготовки зенитной артиллерии ПВО страны. С августа 1956 года являлся заместителем начальника Военной артиллерийской радиотехнической академии имени А. А. Говорова. В октябре 1957 года возглавлял военно-научный отдел штаба Войск ПВО страны. С февраля 1958 года был главным редактором журнала «Вестник противовоздушной обороны». 
В декабре 1961 года в звании генерал-майора артиллерии был уволен в запас. Проживал в Москве. 
Умер 21 марта 1975 года, похоронен на Кунцевском кладбище Москвы.

## Награды
- Орден Ленина (30 апреля 1945 года);
- 2 ордена Красного Знамени (3 ноября 1944 года, 15 ноября 1950 года);
- Орден Богдана Хмельницкого 2-й степени (28 апреля 1945 года);
- Орден Отечественной войны 1-й степени (17 ноября 1945 года);
- Орден Отечественной войны 2-й степени (28 октября 1943 года);
- Орден Красной Звезды (3 марта 1942 года);
- Медали.